# Lizard (album)
Islands je tretji album skupine progresivnega rocka King Crimson, izdan leta 1970. Je edini album, na katerem sta igrala bas kitarist Gordon Haskel in bobnar Andy McCulloch, kot uradna člana skupine.

## Seznam pesmi
1. »Cirkus« (Robert Fripp, Peter Sinfield) - 6:27, vsebuje:
  - »Entry of the Chameleons«
2. »Indoor Games« (Fripp, Sinfield) - 5:37
3. »Happy Family« (Fripp, Sinfield) - 4:22
4. »Lady of the Dancing Water« (Fripp, Sinfield) - 2:47
5. »Lizard« (Fripp, Sinfield) - 23:15
  1. »Prince Rupert Awakes«
  2. »Bolero: The Peacock's Tale«
  3. »The Battle of Glass Tears«
    1. »Dawn Song«
    2. »Last Skirmish«
    3. »Prince Rupert's Lament«

  4. »Big Top«

## Zasedba

### King Crimson
- Robert Fripp - kitara, mellotron, klaviature
- Gordon Haskell - bas kitara, vokal
- Mel Collins - saksofon, flavta
- Andy McCulloch - bobni
- Peter Sinfield - besedila, VCS3

### Gostujoči glasbeniki
- Keith Tippett - klavir, električni klavir
- Robin Miller - oboa, angleški rog
- Mark Charig - kornet
- Nick Evans - pozavna
- Jon Anderson - vokal (v pesmi »Prince Rupert Awakes«)

### Ostali
- Robin Thompson - inženir
- Geoff Workman - snemalec